# Доннер, Иоганнес Хендрикус
Иоганнес Хендрикус (Ян Хейн) Доннер (нидерл. Johannes Hendrikus (Jan Hein) Donner; 6 июля 1927, Гаага — 27 ноября 1988, Амстердам) — нидерландский шахматист, гроссмейстер (1959). Журналист.

## Шахматная карьера
Трижды чемпион Нидерландов (1954, 1957, 1958) . В составе команды Нидерландов участник 11 олимпиад (1950—1978), в том числе 2 раза играл на 1-й доске. Успешно выступил в 3 зональных турнирах ФИДЕ: Мюнхен (1954) — 2-3-е; Вагенинген (1957) — 3-4-е (проиграл дополнительный матч Б. Ларсену — ½ : 3½); Мадрид (1960) — 1-4-е (проиграл в дополнительный матч-турнир С. Глигоричу, А. Помару и Л. Портишу). В 1955 участник межзонального
турнира в Гётеборге.
Лучшие результаты в других международных соревнованиях: Бевервейк — 1950 — 1-е, 1953 — 3-6-е, 1955 — 2-3-е, 1957 — 3-е, 1958 — 1-2-е, 1959 — 3-е, 1960 — 4-5-е, 1962 — 2-3-е, 1963 — 1-е, 1965 — 4-5-е и 1974 — 2-е; Остенде (1956) — 2-е; Вагенинген (1958) — 2-3-е; Амстердам — 1961 — 2-е, 1964 — 2-е и 1965 — 1-е; Венеция (1967) — 1-е; Лейден (1970) и Берлин (1971) — 2-е места.
Шахматист активного позиционного стиля; тонко разбирался в тактических осложнениях.
Выступал в качестве шахматного обозревателя многих нидерландских изданий, в 1971—1984 годах. редактировал популярный «Шахматный бюллетень».
В 1984 году Доннер перенёс инсульт и был практически парализован. Отказавшись от нейрохирургической операции, он выучился одним пальцем печатать на машинке и последние три года жизни вел публицистические колонки в газете «NRC Handelsblad», составившие две книги: «Написано после моей смерти» (нидерл. Na mijn dood geschreven) и «Плохие новости для всех» (нидерл. Slecht nieuws voor iedereen).

## Изменения рейтинга
| Графики недоступны из-за технических проблем. См. информацию на Фабрикаторе и на mediawiki.org. |